# Adiantum spurium
Adiantum spurium är en kantbräkenväxtart som beskrevs av Jermy och T. G.Walker. Adiantum spurium ingår i släktet Adiantum och familjen Pteridaceae. Inga underarter finns listade.